# 盛彦
盛 彦（せい げん、? - ?）は、中国三国時代の呉・西晋の政治家。字は翁子。徐州広陵郡の人。

## 生涯
小さいころから非凡な才能で知られていた。盛彦が8歳の時に、呉の太尉の戴昌の元を訪れ、戴昌は盛彦に詩を贈るのをみて、盛彦は戴昌の傍に座り返事の詩を返したという。盛彦が戴昌のもとを退出した時は、甚だやすらかに気が高ぶっていたという。
母の王氏は病気により失明してしまい、盛彦は母のことにふれる度に、悲しみ嗚咽して食事を味わえなかった。母は身の回りのことができなくなり、女の召使いを母の側に仕えさせ、常に身の回りのことや、食事の世話をさせる事となった。母は病気になってから久しく、いらついては女の召使いを鞭打つことがしばしばあった。女の召使いはそれを怨み、ある日、盛彦が1日外出した時に、女の召使いは蠐螬（コガネムシの幼虫）を砂糖で炙って飴にして、母の食事として出した。母はおいしく食事をいただいたふりをして、見えないながらも出された食事が異物であると疑い、それを隠しておいて、盛彦が帰ってきた時にそれを見せた。盛彦はそれを見て、母を抱いてはげしく泣き、泣き止むと母は立ち上がった。母の目は急に明るくなり突然目を開いて、母の目は完全に治って昔通りに見えるようになったという。
盛彦は呉に仕え、官は中書侍郎に至った。呉が平定されると、陸雲は盛彦を西晋の揚州刺史周浚に推薦し、また揚州大中正劉頌も盛彦を評価して盛彦を揚州小中正に抜擢した。
盛彦は太康年間（280年-289年）に亡くなったという。

## 伝記資料
- 『晋書』巻88 列伝第58 孝友